# Riverside Mozart
Die Riverside Mozart ist ein Flusskreuzfahrtschiff auf der Donau mit Heimathafen Hamburg und wird von Riverside Luxury Cruises, einer Tochter der Seaside Hotel Collection, betrieben. Sie ist eines der wenigen Flusskreuzfahrtschiffe, die über die doppelte Breite als die übliche verfügen und deshalb nur die Donau befahren können.

## Geschichte

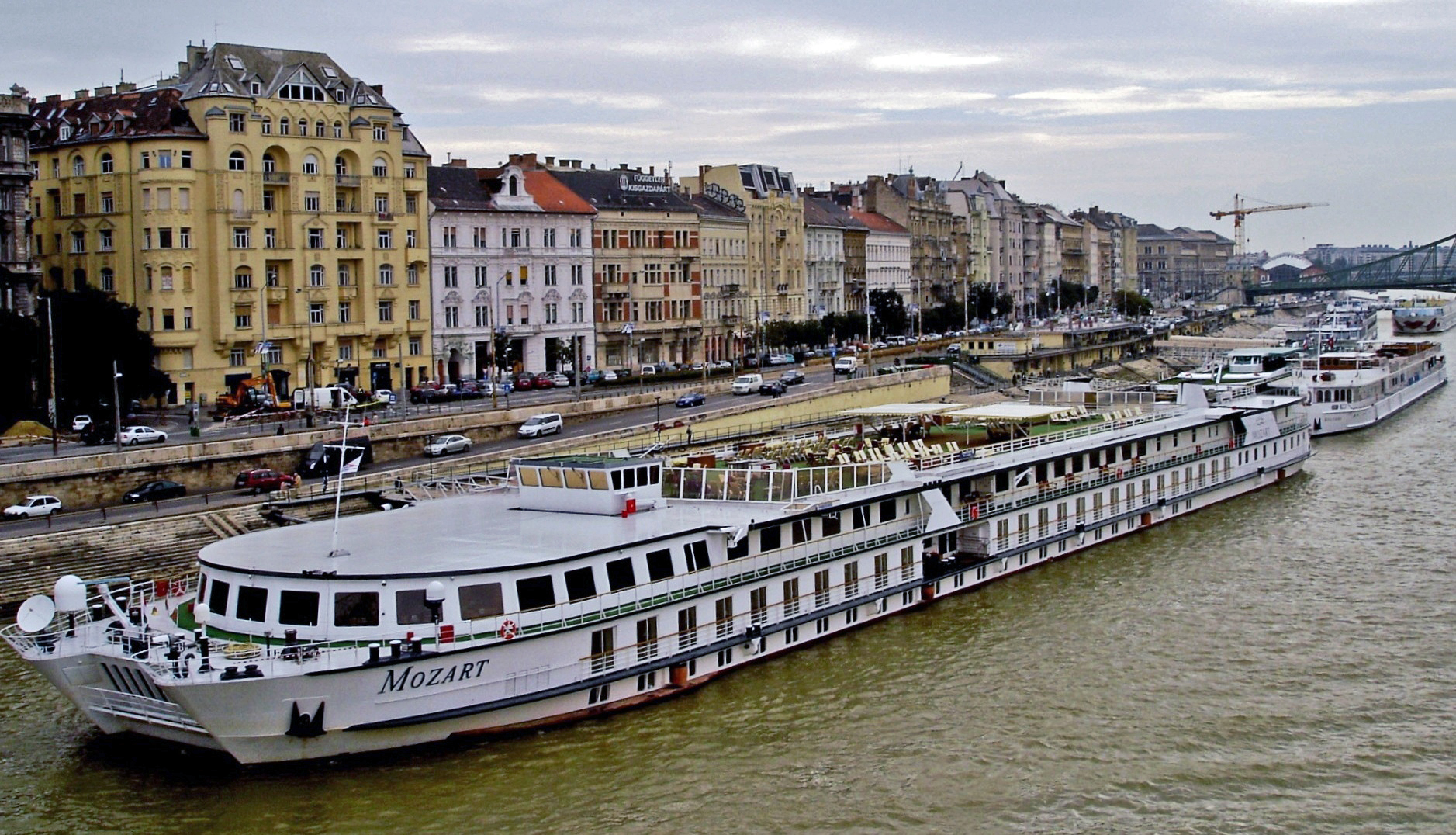
Die Mozart in Ihrer ursprünglichen Bemalung in Budapest (2010)

Das Schiff wurde im Jahr 1987 als Mozart unter der Baunummer 774 auf der Deggendorfer Werft für die Erste Donau-Dampfschiffahrts-Gesellschaft gebaut. Es fuhr bis 1993 unter österreichischer Flagge mit Heimathafen Wien. 1993 kaufte die Reederei Peter Deilmann die Mozart. Das Schiff wurde nach Deutschland umgeflaggt mit Heimathafen Passau. Nach der Insolvenz von Deilmann übernahm im Dezember 2009 Premicon die Mozart. Das Schiff wurde 2010 umfassend modernisiert und nach Malta umgeflaggt.

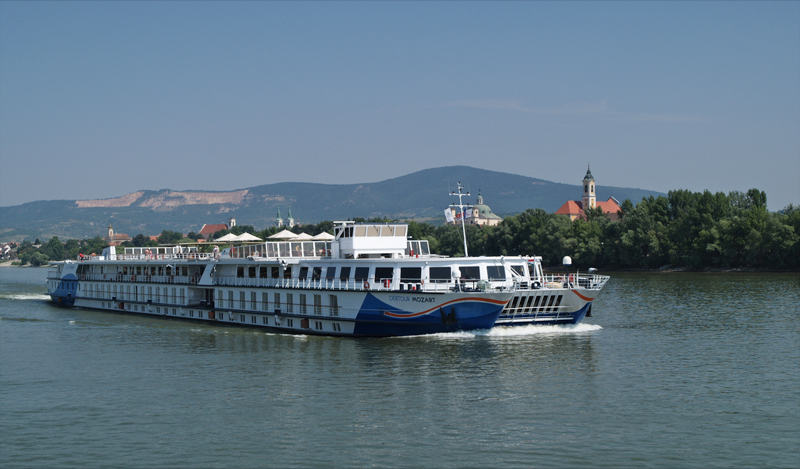
Das Schiff als DERTOUR Mozart auf der Donau (2013)

Nach TUI als Charterer in der Saison 2011 unter dem Namen TUI Mozart charterte Dertour ab Saisonstart 2012 Dertour das Schiff für zunächst drei Jahre. Der Veranstalter setzte das Schiff als DERTOUR Mozart ein. Bereits von 1989 bis 2009 wurde die Mozart von Dertour vermarktet. Das Fahrtgebiet der Mozart ist die östliche Donau ab Passau.
Am 2. November 2015 gab Crystal Cruises bekannt, das Schiff gekauft zu haben, um es nach einem umfangreichen Umbau durch die R&M Group im Ennshafen ab dem 13. Juli 2016 auf der Donau unter dem Namen Crystal Mozart einzusetzen. Nach einem Umbau wurde die Crystal Mozart am 11. Juli 2016 in Wien getauft.

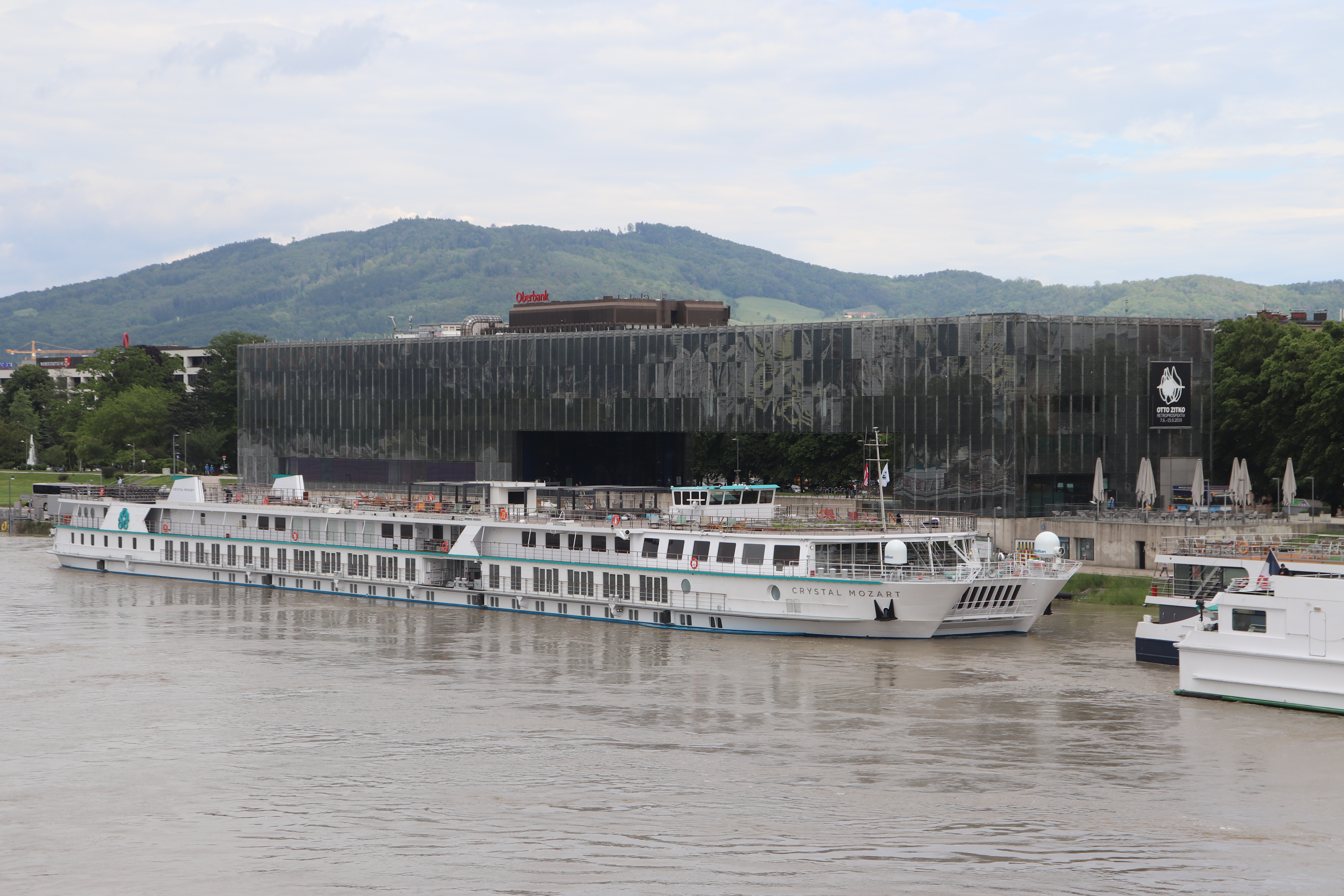
Die Crystal Mozart in Linz (2019)

2019 sollte das Schiff die Flotte von Crystal Cruises verlassen und ab der Saison 2020 für eine neue Marke des Mutterkonzerns Genting Hong Kong auf dem asiatischen Markt eingesetzt werden. Dies geschah jedoch nicht und das Schiff verblieb bis 2022 bei Crystal Cruises.
Im September 2022 wurde das Schiff von der Seaside Hotel Collection übernommen. Der Einsatz für die Tochter Riverside Luxury Cruises unter dem Namen Riverside Mozart auf der Donau begann im März 2023.

## Ausstattung und Technik
Das Schiff verfügte ursprünglich über 100 Kabinen für insgesamt 207 Gäste. Nach dem Umbau 2016 verfügte die Crystal Mozart nur noch über 79 größere und luxuriösere Kabinen für 160 Passagiere. Den Gästen stehen insgesamt vier Restaurants, vier Lounges, drei Bars sowie eine Bibliothek zur Verfügung. Der Spa-Bereich verfügt über ein Fitness-Center, einen Ruheraum mit Fensterfront in Fahrtrichtung, getrennte Saunen für Männer und Frauen und einen Indoor-Pool mit Gegenstromanlage und Whirlpool. Die Owner’s Suite ist mit 82 Quadratmetern die größte Suite auf einem europäischen Flusskreuzfahrtschiff.

### Antrieb
Die beiden Sechszylinder-Reihe-Dieselmotoren des Typs SBV 6M628 von Deutz stellen je eine Leistung von 1.185 kW zur Verfügung. Als Untersetzungsgetriebe zwischen den Hauptmaschinen und den beiden 5-flügeligen Festpropellern mit 1,7 Metern Durchmesser ist je ein Reintjes-WAV 1830 in jedem Antriebsstrang angeordnet. Dies ermöglicht eine maximale Geschwindigkeit von 23,5 km/h.
Die Bordstromversorgung stellen drei Caterpillar-Drehstromaggregate mit einer Leistung von je 500 kVA sicher.

### Besonderheiten
Ungewöhnlich für ein Flusskreuzfahrtschiff ist die bei der Mozart gewählte Bauform des Semikatamarans. Das Schiff war bis zur Indienststellung der AmaMagna im Mai 2019 das größte Flusskreuzfahrtschiff Europas.